# 皮德海奇基 (科洛梅亞區)
48°33′54″N 25°10′48″E / 48.56500°N 25.18000°E
皮德海奇基（烏克蘭語：Підгайчики），是烏克蘭西部伊萬諾-弗蘭科夫斯克州科洛梅亞區皮德海奇基市镇内的村落及其行政中心。面積21.5平方公里，2001年人口2,657，人口密度每平方公里123.4人。